# George North
George North (ur. 13 kwietnia 1992 w King’s Lynn) – walijski rugbysta, występujący na pozycji skrzydłowego ataku, reprezentant kraju. Triumfator Pucharu Sześciu Narodów i zdobywca Wielkiego Szlema w 2012 oraz zdobywca czwartego miejsca na Pucharze Świata w Rugby 2011.
Obdarzony jest doskonałymi warunkami fizycznymi, dzięki którym ściąga na siebie większą uwagę obrony; wyróżnia się również siłą, szybkością, zręcznością i umiejętnościami gry ręką.

## Młodość
George North urodził się w King’s Lynn jako najmłodszy spośród czworga dzieci Anglika Davida i Walijki Janet. Pierwsze dwa lata życia spędził w Hongkongu, Singapurze i Katmandu - w związku ze służbą ojca w RAF, zanim rodzina osiedliła się w hrabstwie Anglesey w północnej Walii. Do jedenastego roku życia grał w drużynie hrabstwa w piłkę nożną jako bramkarz, jednak za namową starszego brata podjął treningi w miejscowym klubie rugby Llangefni RFC. Uczęszczał wówczas do Ysgol Uwchradd Bodedern, gdzie został nominowany kapitanem szkolnej drużyny rugby. Skupiwszy się na tym sporcie spędził w Llangefni RFC lata 2002–2003, następnie przez cztery sezony grał w Pwllheli RFC, a potem w Rhyl and District RFC, będąc jednocześnie w składzie związkowej drużyny północnej Walii – Gogledd Cymru. Zmiany klubów podyktowane były szukaniem wyższego poziomu gry, a wsparcia w tym okresie udzielali mu rodzice, dowożąc go na treningi i mecze. Podobnym kryterium kierował się przy wyborze szkoły średniej – ostatecznie w 2008 roku zdecydował się dzięki stypendium sportowemu na Llandovery College, którego absolwentami było wielu reprezentantów Walii oraz British and Irish Lions. Występował w pierwszej drużynie tej szkoły, a w 2010 podczas ostatniego roku nauki zakończonego zdaniem egzaminów A-levels pełnił rolę prefekta.
Początkowo występował na pozycji rwacza, jednak w wieku piętnastu lat przeszedł do formacji ataku, grając jako środkowy, skrzydłowy oraz obrońca.

## Kariera klubowa
Karierę seniorską rozpoczął jeszcze podczas nauki, w drugiej części sezonu 2009/2010 Welsh Premier Division wystąpił bowiem w czterech spotkaniach Llandovery RFC zdobywając jedno przyłożenie. Podkreślając fakt, iż był to jego pierwszy klub, wystąpił w jego barwach na oficjalnej fotografii reprezentacji kraju. Wcześniej występował w zespole U-18 Scarlets, a w lecie 2010 roku podpisał dwuletni kontrakt dla dobrze rokujących zawodników na treningi i występy w seniorskim zespole. Zadebiutował w tym zespole w przedsezonowym towarzyskim spotkaniu z Gloucester Rugby, następnie zagrał w drugim z tych meczów, z Worcester Warriors. Dobra forma prezentowana przez zawodnika w tych spotkaniach oraz na treningach spowodowała, że pierwszy występ w meczu o punkty zaliczył już w inauguracyjnej kolejce Ligi Celtyckiej przeciw Benetton Rugby Treviso, zdobywając wówczas dwa przyłożenia. Kolejnych kilka spotkań okraszonych przyłożeniami zwróciły na niego uwagę trenera seniorskiej reprezentacji, Warrena Gatlanda. Odniesiona w kadrze kontuzja ramienia i konieczność operacji wyeliminowała go z gry na blisko trzy miesiące, na boisku pojawił się bowiem dopiero pod koniec lutego 2011 roku w meczu z Edinburgh Rugby, zaś miesiąc później podpisał nowy kontrakt. Pierwszy mecz w Pucharze Heinekena rozegrał dopiero w kolejnym sezonie, kiedy Scarlets podejmowali Castres Olympique na Parc y Scarlets w listopadzie 2011 roku. Pod koniec marca 2012 roku ogłosił, że nie planuje przenosin do Francji i zamierza dotrzymać warunków wygasającego z końcem sezonu 2013/2014 kontraktu. Rok później po ponadmiesięcznych negocjacjach podpisał trzyletni kontrakt z angielskim Northampton Saints.

## Kariera reprezentacyjna
Jego pierwszy kontakt z rozgrywkami reprezentacyjnymi nastąpił w marcu 2008 roku, wówczas to North w barwach reprezentacji U-16 zwyciężył w turnieju z udziałem kadry angielskiej, francuskiej i włoskiej. W latach 2009–2010 w kadrze U-18 wystąpił jako środkowy ataku w ośmiu spotkaniach przeciwko rówieśnikom z krajów Pucharu Sześciu Narodów oraz Australii, nie będąc powołanym na dwa pozostałe rozegrane w tym okresie mecze tej drużyny.
Z uwagi na to, iż jego rodzice pochodzą z Anglii i Walii według przepisów IRB kwalifikował się do występów w obu tych reprezentacjach, jednakże będąc całą juniorską karierę związany z walijskim rugby nie wahał się z przyjęciem powołania do seniorskiej kadry na zaplanowane na listopad 2010 roku spotkania przeciw zespołom z południowej półkuli. Pomimo rozegrania jedynie kilku spotkań w barwach Scarlets selekcjoner Warren Gatland rozważał jego udział już w otwierającym serię meczu z Australią. Niegroźna kontuzja kostki przesunęła jednak jego debiut o tydzień, został więc reprezentantem Walii numer 1078 w meczu z Springboks. Grając przeciwko Bryanowi Habanie zdobył wówczas dwa przyłożenia. Wystąpił również w kolejnych meczach - z Fidżi i Nową Zelandią - w których doznał kontuzji ramienia, a konieczna operacja wyeliminowała go z początkowych spotkań Pucharu Sześciu Narodów 2011. Zagrał jedynie w ostatnim z nich – przegranym pojedynku z Francuzami.
Po zwycięstwie nad Barbarians North otrzymał powołanie do szerokiej kadry na trzy sierpniowe testmecze z Anglią i Argentyną, podczas których zdobył trzy przyłożenia i ostatecznie znalazł się w składzie na Puchar Świata w Rugby 2011. W zakończonej na czwartym miejscu kampanii Walijczyków zagrał we wszystkich siedmiu meczach zdobywając trzy przyłożenia i zyskując pochlebne opinie zawodników, trenerów i ekspertów. Powołany na Puchar Sześciu Narodów 2012 zawodnik wystąpił we wszystkich pięciu spotkaniach, zdobywając przyłożenie w meczu z Irlandią. Walijczycy zdobyli wówczas Triple Crown, zwycięstwo w turnieju potwierdzając Wielkim Szlemem. North udał się następnie z kadrą na czerwcowe tournée do Australii. Odniesiona w pierwszym meczu kontuzja, dzięki intensywnemu leczeniu nie przeszkodziła mu w występie w pozostałych dwóch spotkaniach zakończonej porażką serii. Został uwzględniony w trzydziestopięcioosobowym składzie na listopadowe mecze kadry, przy czym zagrał jedynie w pierwszych dwóch z nich. Kontuzja biodra, której doznał na treningu, wyeliminowała go bowiem z pozostałych spotkań.
Pomimo obaw związanych z kontuzją karku, North znalazł się w składzie na Puchar Sześciu Narodów 2013, w drugim meczu tych zawodów zdobywając decydujące o zwycięstwie przyłożenie.

## Varia
- Mówi płynnie po walijsku[16].
- Jego partnerką jest Rebecca James, medalistka juniorskich mistrzostw świata i Europy oraz Igrzysk Wspólnoty Narodów w kolarstwie torowym, uważana za następczynię Victorii Pendleton[106][107][2].
- Po swoim debiucie został nazwany marzeniem statystyka, bowiem jego występ pobił kilka rekordów: został najmłodszym Walijczykiem[7] i najmłodszym od 1924 roku zawodnikiem, który zdobył przyłożenie w debiucie[16], najmłodszym debiutantem w historii, który dwukrotnie położył piłkę na polu punktowym przeciwnika, a sztuka ta wcześniej nie udała się nikomu w meczu ze Springboks[108][109][110]. Dodatkowo był sześćdziesiątym drugim nastolatkiem, w tym trzecim najmłodszym, a także dwusetnym zawodnikiem Scarlets, który wystąpił w walijskiej reprezentacji[111].
- Zdobywając dwa przyłożenia w meczu z Namibią podczas Pucharu Świata 2011 został ich najmłodszym zdobywcą w turnieju tej rangi, pobijając osiągnięcie Joego Roffa z PŚ 1995[112][113]. Dokładając trzecie przeciwko Fidżi, wyrównał zaś ustanowiony również przez Joego Roffa rekord przyłożeń zdobytych przez nastolatka podczas z tych zawodów[114].
- W meczu z Irlandią, 5 lutego 2012 roku został najmłodszym zawodnikiem w historii, który zdobył dziesięć przyłożeń[115], zaś miesiąc później, występując w spotkaniu przeciwko Włochom, został najmłodszym zawodnikiem i jedynym nastolatkiem w historii tego sportu, który zaliczył dwudziesty występ w kadrze[116][117].